# Операція «Айсштосс»
Операція «Айсштосс» (нім. Eisstoss — Льодовий удар) — операція ВПС Німеччини, проведена у квітні 1942 року з метою знищення радянського флоту, скованого льодом на Неві в Ленінграді і Кронштадті.
Планом передбачалося до початку танення льоду у Фінській затоці провести серію масованих авіаційних нальотів. Перший наліт, у якому брало участь понад 100 бомбардувальників, був здійснений 4 квітня, другий — у ніч на 5 квітня, наступні — 24, 25, 27 і 30 квітня. Всього в цих нальотах брало участь 325 бомбардувальників і штурмовиків, що прикривалися винищувачами. Однак через активні дії ППО і ВПС Ленінградського фронту розрахунок на легкий успіх не виправдався. До цілей прорвалося не більше однієї третини з літаків, що брали участь в операції; понад 90 з них було знищено.

## План операції і сили сторін
Плануючи бойові дії в літній кампанії 1942 року,  німецьке командування розраховувало при сприятливих умовах повторити спробу захоплення  блокованого Ленінграда. Одним з головних перешкод до реалізації цієї мети були  кораблі радянського Балтійського флоту. Маючи велику кількість потужної  корабельної артилерії, флот вже відіграв велику роль у відбитті  вересневого натиску противника на Ленінград в 1941 році. Тож було вирішено до початку нового наступу  сухопутних військ на Ленінград знищити радянські кораблі, що дислокувалися на Неві. Крім того, на знищенні радянського флоту наполягали особисто Адольф Гітлер та Герман Герінг, які і стали ініціаторами операції. Операцію планувалося здійснити до скреснення  Неви, поки кораблі залишалися скованими  льодом і не могли маневрувати, ухилятися від ударів. Наказ про початок операції був відданий 28 березня 1942 а. Мета операції була сформульована так:«Перед самим розкриттям льоду в  Фінській затоці знищити масованим нальотом бомбардувальників під прикриттям винищувачів головні бойові сили російського флоту». Операція проводилася силами 1-го авіаційного корпусу (командир — генерал авіації Гельмут Ферстер) 1-го повітряного флоту (командувач генерал авіації Альфред Келлер).
Основними цілями німецької авіації були обрані лінкор «Жовтнева революція», крейсери  «Кіров»,  «Максим Горький»,  есмінці  «Сильний»,  «Страшний»  «загрожує»,  «Лютий»,  «Строгий»,  «Стрункий»,  «Стійкий»,  «Славний», лідер ескадрених міноносців  «Ленінград», надводні  мінні загороджувачі  «Марті»,  «Урал»  «Рістна».
26 березня сили 1-го повітряного флоту почали підготовку до операції «Айсштосс». На льоду одного з озер були побудовані контури радянських військових кораблів у натуральну величину і в тому становищі, в якому вони стояли на Неві. Була встановлена наступна черговість дій: при підході авіації до цілей німецька артилерія завдавала масованих ударів по кораблях і позиціям радянської  зенітної артилерії в Ленінграді, відразу після припинення артвогню літаки заходили на цілі, насамперед удари наносилися по лінійному кораблю «Жовтнева революція», потім по крейсерам і надводному загороджувачу «Марті». Завдання операції вирішувалось масованими нальотами бомбардувальників за підтримки винищувачів. За два дні до початку операції важка артилерія  18-ї німецької армії повинна була розпочати придушення  протиповітряної оборони кораблів. Коригування артилерійського вогню покладалася на льотчиків-спостерігачів, до операції залучалися великі сили винищувальної авіації. Для знищення кораблів були доставлені 1-тонні бомби.
Протиповітряну оборону Ленінграда, у тому числі вмерзлих у невський лід кораблів, здійснював Ленінградський корпусних район ППО (командир — генерал-майор артилерії Г. С. Зашихін), який 5 квітня був переформований в Ленінградську армію ППО під його ж керівництвом. У складі цього району на кінець березня знаходилися 7 зенітно-артилерійських полків і 1 зенітний кулеметний полк, 2 окремих зенітних артилерійських дивізіони, 1 зенітний прожекторний полк, підрозділи ВНОС). Повітряне прикриття оборони міста здійснював 7-й винищувальний авіаційний корпус ППО в складі 5  винищувальних авіаполків (командир генерал-майор авіації . Е Е. Ерликін) і два винищувальних авіаполки ВПС Балтійського флоту.
Більшість радянських кораблів на той час були посилені зенітної артилерією і  зенітними кулеметами, вони були включені в загальну систему ППО Ленінграда. Радянське командування прогнозувало спроби німецької авіації знищити кораблі, а незабаром один з літаків розвідувальної авіації виявив німецький навчальний льодовий полігон. У районі дислокації кораблів терміново був додатково розгорнуто зенітно-артилерійський полк, ближче до кораблів переміщені деякі інші батареї ППО, з Кронштадта на посилення ППО Ленінграда перекинуті ще 5 зенітних батарей. З 31 березня 1942 року всі частини ППО і ВПС в Ленінграді перебували в стані повної бойової готовності.

## Хід операції «Айсштосс»
Операція почалася 4 квітня. Близько 19 годин після артилерійського нальоту по стоянках кораблів вони піддалися атаці 191 літака противника (132 бомбардувальника і 59 винищувачів), що атакували трьома великими групами. Їх підхід був своєчасно помічений, всі сили протиповітряної оборони Ленінградського фронту і Балтійського флоту були підняті по тривозі, але до винищувальної авіації наказ дійшов із запізненням. Потужний зенітний вогонь не дозволив німецьким льотчикам прицільно відбомбитися по кораблях: з 230 скинутих  авіабомб поблизу кораблів розірвалися тільки 70, пряме попадання було тільки одне: бомба пробила палубу крейсера «Кіров», потім пробила борт і розірвалася у воді біля борту. Від детонації пошкоджені дві гармати крейсера. Легкі пошкодження і вм'ятини від осколків отримали ще 6 кораблів, плавкран та плавучий док. Мало місце пряме попадання бомби в одну із зенітних батарей, загинуло 8 і поранено 7 зенітників. Основна маса бомбардувальників відбомбилися по житлових кварталах Ленінграда, при цьому загинуло 116 і поранено 311 мирних жителів. У повітря піднялася вся винищувальна авіація, але з значним запізненням і її дії були невдалими. Заявлене число збитих німецьких літаків було велике — в різних джерелах від 18 до 24 збитих, фактично всі німецькі літаки повернулися на аеродроми, близько десятка мали ушкодження. Радянські втрати — 4 винищувачі.
У ніч на 5 квітня був здійснений повторний авіаналіт силами 31 бомбардувальника по лінкору  «Жовтнева революція», що закінчився безуспішно: всі бомби лягли з значним видаленням. При цьому знову великі руйнування були в Ленінграді, 50 загинуло до і поранено близько 100 мирних жителів. Відразу два госпіталі виявилися зруйновані прямими влученнями.
Вдень 5 квітня відбувся третій наліт, знову закінчився невдало: тільки мінний загороджувач «Марті» отримав дві пробоїни від близьких розривів авіабомб, пошкодження корабля виявилися незначними. Вивчивши дані контрольної фотозйомки, командування 1-го авіаційного корпусу прийшло до рішення про відмову від продовження операції: потужність зенітного вогню була настільки високою, що відсутність втрат здавалося тільки дивом і надалі втрати очікувалися неминучими. При цьому в наявності практично повна відсутність результатів. Мотивуючи своє рішення проханням командувача німецької  групою армій «Північ» Георга фон Кюхлера про надання допомоги сухопутним військам в  Демянскій битві, командувач флотом доповів Гітлеру про припинення операції.

## Підсумки операції
Жодна з цілей операції не була досягнута: бойові кораблі Балтійського флоту залишилися в строю (тільки крейсер «Кіров» можна було вважати сильно пошкодженим, але і його влітку 1942 року повністю було повернуто в стрій). Легкі пошкодження лінкора «Жовтнева революція», крейсера «Максим Горький», двох есмінців, 2 тральщиків, 1 підводного човна, мінного загороджувача та 5 катерів не позначилися на їх боєздатності. Флот втратив тільки три допоміжних корабля, що ніяк не позначилося на його моці. Ці результати не відповідали витраченим зусиллям німецького командування: 596 бойових вильотів, скинуто понад 500 тонн авіабомб.
Втім, операція виявила серйозні недоліки в організації ППО Ленінграда і насамперед слабку взаємодію зенітних і винищувальних частин. Неоперативною виявилася система оповіщення про наближення ворожої авіації (інформація до командирів полків винищувальної авіації доходила з великим запізненням, хоча наближення авіації противника, як правило, помічалося вчасно). Система зв'язку ППО, заснована на дротовому зв'язку, виявилася вразливою і часто виходила з ладу, тому численна зенітна артилерія замість прицільного вогню в напрямку бомбардувальників, що проривалися, на висоті їх знаходження, вела звичайний малоефективний загороджувальний вогонь.
У радянській літературі вказується на великі втрати німецької авіації, але цифри втрат досить різні (в діапазоні від 60 до «понад 90» збитих літаків ворога). За німецькими даними, було збито лише два їхніх бомбардувальники (24 квітня палаючий бомбардувальник упав за лінією фронту, 30 квітня збитий бомбардувальник упав у межах Ленінграда), ще до 10 літаків дістали пошкодження. Оскільки відомості про німецькі літаки, що впали в межах міста (крім збитого 30 квітня), відсутні, мабуть, німецькі дані ближчі до дійсності.
Але цього не можна сказати про заявлені німецьким командуванням успіхи. Так, з доповіді командування 1-го авіаційного корпусу, який наводиться у статті історика Г. Хюмельхена (ФРН), стверджується про наступній кількості досягнутих прямих влучень: у лінкор «Жовтнева революція» — 4 (фактично 0), у крейсер «Максим Горький» — 7 (фактично 0), у крейсер «Кіров» — 1 (фактично 3), в крейсер «Петропавловськ» — 1 (фактично 0), імовірні 3 потрапляння в мінний крейсер «Марті» (насправді мінний загороджувач, влучень 0), в один з есмінців — 1 (фактично жоден есмінець влучень не мав), про пошкодженні навчального корабля «Свір» (фактично потоплений), про потоплення недобудованого корпусу судна (можливо, за нього взяли один з потоплених допоміжних кораблів флоту)